# Gora Lapa
Gora Lapa är ett berg i Antarktis. Det ligger i Östantarktis. Australien gör anspråk på området. Toppen på Gora Lapa är 1 509 meter över havet.
Terrängen runt Gora Lapa är varierad. Trakten är obefolkad. Det finns inga samhällen i närheten.